# سفارت ترکیه در سئول
سفارت ترکیه در سئول (به لاتین: Embassy of Turkey) یک سفارت در کره جنوبی است که در سئول واقع شده‌است.